# Cienfuegosia hitchcockii
Cienfuegosia hitchcockii är en malvaväxtart som först beskrevs av Ulbrich och Thomas Henry Kearney, och fick sitt nu gällande namn av O. Blanchard. Cienfuegosia hitchcockii ingår i släktet Cienfuegosia och familjen malvaväxter. Inga underarter finns listade i Catalogue of Life.